# Васо Кадић
Васо Кадић (1920—1942) као и његов рођени брат Бранко Кадић проглашен је за народног хероја Албаније. Рођен је у српском селу Врака код Скадра.
Васо Кадић био је члан комунистичке организације Скадра, првоборац против италијанске фашистичке окупације, који је – заједно са Албанцима – дочекао са пушком црнокошуљаше Бенита Мусолинија на улазу у Скадар, док су неки други Албанци изашли овим Италијанима у сусрет и дочекали их букетима цвећа, па су их и поздравили као своје ослободиоце од “муслимана”! В. Кадић дана 22. II 1942. године организује у Скадру демострацију против окупације земље. На челу те демострације је убијен. Албанска га историја бележи као “dëshmori i parë komunist”.8)
Данас у Скадру једна улица носи име по њему.